# Joseph Liboschitz
Joseph Liboschitz, russisch Осип Яковлевич Либошиц, Transkription Ossip Jakowlewitsch Liboschiz, (* 1783 in Wilna, Polen-Litauen; † 5. Januar 1824 in Karlsruhe) war ein Arzt und Naturforscher (Botaniker, Mykologe, Zoologe) aus dem damals russischen Litauen. Sein offizielles botanisches Autorenkürzel lautet „Libosch.“

## Leben
Sein Vater Jakob (1741–1827) war niedergelassener Arzt, Hofrat und Generalstabsarzt der litauischen Armee, Liboschitz hatte jüdische Wurzeln, war aber getauft. Liboschitz studierte ab 1798 an der Universität Wilna mit dem Magister-Abschluss 1806 und er wurde 1806 an der Kaiserlichen Universität Dorpat in Medizin und Chirurgie promoviert (Dissertation: De morbis primi paris nervorum 1806). Danach war er niedergelassener Arzt in Wilna und später in Sankt Petersburg, wo er 1812 Hofarzt und 1822 Leibarzt des Zaren Alexander I. wurde und Gründer eines Kinderkrankenhauses für arme Leute war.
Von ihm stammt die Erstbeschreibung des zu den Sommerwurzgewächsen zählenden Rehmannia chinensis (heute Rehmannia glutinosa), die in der chinesischen Medizin verwendet wird. Liboschitz schrieb ein Buch über die Flora der Umgebung von Moskau und Sankt Petersburg.

## Schriften (Auswahl)
- mit Carl Bernhard Trinius: Flore des environs de St.-Pétersbourg et de Moscou, Sankt Petersburg: Pluchart 1811
- Enumeratio fungorum quos in nonnullis provinciis Imperii Ruthenici, Moskau 1817.
- mit Friedrich Tiedemann, Nikolaus Michael Oppel: Naturgeschichte der Amphibien, Heft 1, Krokodile, Heidelberg 1817 (nur ein Heft erschienen)